# Ґурай (Польща)
Ґурай (пол. Góraj, нім. Neu Bergen) — село в Польщі, у гміні Баб'як Кольського повіту Великопольського воєводства.
Населення — 232 особи (2011).
У 1975-1998 роках село належало до Конінського воєводства.

## Демографія
Демографічна структура станом на 31 березня 2011 року:
|          | Загалом | Допрацездатний вік | Працездатний вік | Постпрацездатний вік |
| -------- | ------- | ------------------ | ---------------- | -------------------- |
| Чоловіки | 129     | 26                 | 88               | 15                   |
| Жінки    | 103     | 19                 | 56               | 28                   |
| Разом    | 232     | 45                 | 144              | 43                   |